# Heterostegane honei
Heterostegane honei är en fjärilsart som beskrevs av Eugen Wehrli 1925. Heterostegane honei ingår i släktet Heterostegane och familjen mätare. Inga underarter finns listade i Catalogue of Life.